# Living with Michael Jackson
Living with Michael Jackson é um documentário produzido pela emissora britânica Granada Television, no qual o jornalista Martin Bashir entrevistou o músico americano Michael Jackson. O documentário causou repercussão na mídia, graças às declarações do cantor durante as entrevistas concedidas ao jornalista.
As entrevistas foram feitas no espaço de oito meses, de maio de 2002 a janeiro de 2003. O documentário foi exibido pela primeira vez na ITV, do Reino Unido, (como uma Tonight especial) em 3 de fevereiro de 2003, e nos Estados Unidos três dias mais tarde, na ABC, apresentado por Barbara Walters. No Brasil, foi transmitido em 2003 pela Rede Bandeirantes. No ano da morte do cantor, foi transmitido pela RecordTV, no programa Repórter Record.
Martin Bashir apresentou a proposta de Jackson como uma maneira de mostrar ao mundo a verdade sobre ele. A decisão de Jackson de fazer o documentário foi tomada por sugestão de seu amigo Uri Geller.
Esta entrevista foi muito controversa entre aqueles próximos a Jackson porque Martin Bashir a manipulou, cortou cenas importantes e editou os vídeos de uma forma que distorcia completamente a imagem do verdadeiro Michael Jackson.
O cantor, enquanto isso, expressou sua insatisfação ao ver que, mais uma vez, a mídia o usou para obter seu próprio benefício, rompendo novamente o suposto compromisso de Bashir de informar objetivamente a realidade do cantor.
O documentário teve pouco depois um documentário-resposta chamado "Take Two: The Footage You Were Never Meant to See", que mostra cenas completas com as próprias câmeras de Jackson gravadas ao mesmo tempo que as de Bashir. Além disso, este documentário inclui, entre outros, os depoimentos da ex-mulher de Jackson, Debbie Rowe, e de Karen Faye, sua maquiadora de longa data. Depois de terem rejeitado entrevistas milionárias, todos participaram deste documentário sem custo.